# Arne Åhman
Arne Åhman   (Nordingrå, 4 de febrer de 1925 - Umeå, 5 de juliol de 2022) és un atleta suec, ja retirat, especialista en el triple salt i salt d'alçada, que va competir durant les dècades de 1940 i 1950.
El 1948 va prendre part en els Jocs Olímpics d'Estiu de Londres, on disputà dues proves del programa d'atletisme. Guanyà la medalla d'or en la prova del triple salt, mentre en la del salt d'alçada quedà eliminat en la qualificació. Quatre anys més tard, als Jocs de Hèlsinki, no va poder revalidar la seva medalla i fou quinzè en la prova del triple salt.
En el seu palmarès també destaquen una medalla de bronze en la prova del triple salt del Campionat d'Europa d'atletisme de 1946, i una de plata en la prova del salt d'alçada en l'edició del 1950. Guanyà els campionats nacionals de triple salt de 1946 i 1947 i el de salt d'alçada de 1950. Entre 1948 i 1958 va posseir el rècord nacional del triple salt.

## Millors marques
- Salt d'alçada. 1,99 metres (1951)
- Triple salt. 15,40 metres (1948)[4]